# Reyer Venezia 1978-1979
Questa voce raccoglie le informazioni riguardanti la Reyer Venezia Mestre nelle competizioni ufficiali della stagione 1978-1979.

## Stagione
La Reyer Venezia con sponsor Canon arrivò all'undicesimo posto in campionato a pari merito con la Scavolini Pesaro. Allo spareggio salvezza la Canon Reyer Venezia perse a Bologna per 86-71 e venne retrocessa in A2.

## Roster
- Guido Barbazza #14
- Stefano Gorghetto (capitano) #16
- Rick Darnell #20
- Luca Silvestrin #12
- Elvio Pierich #11
- Paolo Mauro #
- Giorgio Zavaresco #5
- Amedeo Rigo #9
- Steve Grant #10
- Maurizio Zorzi #18
- Enzo Bigot #7
- Fabio Reghelini #6
- Lorenzo Carraro #8
- Giovanni Grattoni #15

- Allenatore: Antonio Zorzi
- Vice allenatore: Maurizio Crovato
- Preparatore atletico: Gabriele Chieruzzi
- Direttore sportivo: Antonluigi Lelli
- Trainer: Gianni Cavagnis